# رابيبرازول
رابيبرازول Rabeprazole هو مُثَبِّطٌ انتقائي لمضخَّة البروتون Proton-Pump Inhibitor، يُفيد في تَقليل حُموضَة المعدَة ومعالجة القرحات الهضميَّة والتهاب المعدة.

## آلية عمل الدواء
- أَمكنَ العُثورُ على مضخَّات البروتون على الخلايا التي تبطِّن المعدةَ، حيث تُستخدَم من قِبَل هذه الخلايا لإنتاج حَمض المعدة. يَعمَل الرَّأبيبرازول عن طريق تَثبيط عمل مضخَّات البروتون، ممَّا يُقلِّل من إنتاج حمض المعدة، ومن ثَمَّ من كمِّية الحمض في المعدة والاثناعشري.
- يُوقِف الرَّأبيبرازول تَدفُّقَ فائض الحمض العائد إلى المريء، ويمكن استخدامُه للتَّخفيف من الأعراض المرتبطة بالارتجاع أو الجزر المريئي وشِفائها. كما يسمح بالشِّفاء من القرحة الهضميَّة.
- كما يُعطَى الرَّأبيبرازول أيضاً مع المُضادَّاتِ الحيويَّة للمساعدة على القضاء على نوعٍ من الجَراثيم يُسمَّى المحلزنة البوَّابية في المعدة عند الأشخاص الذين يُعانون من القرحة الهضميَّة. ويمكن لهذه الجَراثيم أن تسهمَ في حدوث القرحة الهضمية. ويسمحُ هذا الدَّواءُ بشفاء القرحة، ويساعد على خلق بيئةٍ في القناة الهضمية تُمكِّن المُضادَّاتِ الحيويةَ أن تكونَ أكثرَ فعَّاليةً في قتل تلك الجَراثيم.

## دواعي استعمال الدواء
- يُستَعمَل هذا الدَّواءُ للوقايةِ أو العِلاج من قرحات الجهاز الهضمي التي تسبِّبها العدوى المِكروبيَّة.
- يُستخدَم هذا الدَّواءُ لعلاج مرض الارتجاع أو الجزر المعدي المريئي.
- يُستخدَم هذا الدَّواءُ في مُعالجة حرقة الفؤاد (فم المعدة).
- يُستخدَم هذا الدَّواءُ لعِلاج متلازمات فرط الحموضة المَعِديَّة.

## موانع استعمال الدواء
- إذا كان لدى المَريض تَحَسُّسٌ تجاه الرَّأبيبرازول أو أيِّ مكوِّن آخر من هذا الدَّواء.
- يجب إطلاعُ مُقدِّم الرِّعاية الصحِّية إذا كان لدى المَريض تَحَسُّسٌ لأيِّ دواء آخر.
- يجب التأكُّدُ من القِيام بالإبلاغ عن التَّحسُّس الذي أصاب المريضَ والكيفيَّة التي أثَّر بها فيه. ويتضمَّن ذلك الكشفَ عن وجود طفح أو بثور أو حكَّة جلديَّة أو ضيق في التنفُّس أو صَفير عندَ الشَّهيق أو سُعال أو تَورُّم الوجه أو الشَّفتين أو اللِّسان أو الحَلق، أو أيَّة أعراض أخرى مُصاحبَة لاِستِعمال الدَّواء.

## الطريقة المثلى لاستعمال الدواء
- يجب تناولُ هذا الدَّواء في الأوقات نفسها من اليوم بانتظام.
- يجب تناولُ هذا الدَّواء قبلَ الوجبات بثَلاثين دقيقة.
- يجب بلعُ قرص الدَّواء كاملاً، دون مضغه أو كسره أو سَحقه أو طَحنه.

## تداخل الدواء مع الطعام
- يجب تناولُ هذا الدَّواء قبلَ الوجبات بثَلاثين دقيقة، لأنَّ الطَّعامَ يؤخِّر من امتصاص الدَّواء.
- يجب بلعُ قرص الدَّواء كاملاً، دون مضغه أو كسره أو سَحقه أو طَحنه.
- يجب تَجنُّبُ المشروبات الكُحوليَّة.
- يجب تَجنُّبُ تناول مادَّة الكافيين التي تُوجَد في الشَّأي والقهوة والكولا مثلاً، وكذلك في الشُّوكولاته.

## تداخل الدواء مع الأدوية الأخرى
- يُقلِّل الرَّأبيبرازول تأثيرَ الأمبيسيلين أمبيسيلين ومشتقَّات الحديد والإتراكونازول إيتراكونازول والكيتوكونازول كيتوكونازول والفلوكونازول فلوكونازول، لأنَّ امتصاصَ هذه الأَدوية يعتمد على وُجود الحمض المعدي، وهذا ما يُقلِّله الدَّواء. لذا يجب تجنُّبُ استعمال أيٍّ منها مع الدَّواء.
- يسبِّب الرَّأبيبرازول زيادةً في التَّأثير العلاجي لكلٍّ من الديازيبام ديازيبام (مركِّن ومُهَدِّئ) والفينيتوئين فينيتوين (دَواءٌ مُضادٌّ للصَّرع ولاضطِرابِ نَظمِ القَلب) والبروبرانولول بروبرانولول (دَواءٌ مُحصِرٌ لمستقبلاتِ بيتا) والثيوفيلين تيوفيلين (مُوَسِّعٌ للقَصبات) ومُضادَّات التخثُّر والوارفارين وارفارين (دَواءٌ مانِع لتخثُّر الدَّم). لذلك، يجب الحرصُ والمراقبة الدَّقيقة لدى المرضى الذين يَتَناولون هذه الأَدوية منعاً لحدوث مُضاعَفات.
- لا يَنبَغي تناولُ الرَّأبيبرازول Rabeprazole مع مُثبِّطات البروتياز protease inhibitors التي تُعالَج بها العَدوى بفيروس الإيدز، مثل الأمبرينافير أمبرينافير  [لغات أخرى]‏ والأتازانافير أتازانافير واللوبينافير لوبينافير والريتونافير ريتونافير ... إلخ، لأنَّه يغيِّر من مستواها بالدَّم، إلاَّ بعدَ استِشارة الطَّبيب.

## ماذا أفعل إذا تأخرت عن موعد إحدى الجرعات؟
- يجب استِعمالُ الجرعة المنسيَّة في أسرع وقتٍ ممكن.
- إذا حانَ الوقتُ للجرعة التالية، فلا يجوزُ استِعمالُ الجرعة المنسيَّة، بل تُتبَّع مَواعيدُ الجدول المنتظم المعتاد.
- يجب تَجنُّبُ استِعمال جرعةٍ مزدوجة أو جرعات زائدَة.
- لا يَجوزُ تَغييرُ الجرعة أو التوقُّفُ عن استِعمال الدَّواء إلاَّ بعدَ استشارة مُقَدِّم الرِّعاية الصحِّية.

## الاحتياطات التي يجب مراعاتها لدى استعمال هذا الدواء
- يجب مُراجَعةُ الأَدويَة الأخرى مع مقدِّم الرِّعاية الصحِّية، لأنَّ هذا الدَّواءَ قد لا يمتزج جيِّداً مع غيره من الأَدويَة.
- يجب تَجنُّبُ المَشروبات الكحوليَّة.
- يجب التَّقليلُ من تَناوُل مادَّة الكافيين التي توجد، على سبيل المثال، في الشَّأي والقهوة والكولا وكذلك الشُّوكولاته؛ فإذا تَناوَل المريضُ هذه الأشياء مع هذا الدَّواء، فقد يَشعُر بعَصَبيَّة شَديدة ورعشة وضَربات قَلب سَريعَة.
- يجب إِخبارُ مقدِّم الرعاية الصحِّية بالنِّسبة للمرأة الحامِل أو التي تُخطِّط للحَمل.

## الآثار الجانبية
- إسهال.

## ماذا يجب على المرء مراقبته عند استعمال هذا الدواء؟
- التغيُّر الذي يَطرأ على الحالة الخاضعة للعلاج: هل حدث تَحسُّن؟ هل ساءت الحالةُ أم لم يَطرأ عليها أيُّ تَغيُّر؟
- المُتابعة باستمرار، واستشارة مُقدِّم الرِّعاية الصحِّية.

## الأسباب التي تدعو لاستدعاء مقدم الرعاية الصحية (الطبيب) على الفور
- عندَ الشكِّ في تَعاطي جرعةٍ زائدة، يجب الاتِّصالُ بمركز معلومات الأَدويَة والسُّموم المَحلِّي أو الطَّبيب على الفور.
- ظُهور عَلامات حُدوث ردَّة فعل خَطيرة على الحياة، ويتضمَّن ذلك الصَّفيرَ خلال التنفُّس والإحساس بضيق في الصَّدر، الحمَّى, الحكَّة، سُعال شديد، ازرقاق في لون الجلد، نوبات صرعيَّة، أو تورُّم في الوجه أو الشَّفتين أو اللِّسان أو الحلق.
- دوخة شَديدة، أو فقدان الوعي.
- كدمات أو نزف غير مُعتاد.
- عدم تَحسُّن الحالة المرضيَّة أو الشُّعور بأنَّها تَسوء.

## تخزين الدواء
• يُحفَظ الدَّواءُ في درجة حرارة الغرفة.
• تُحفَظُ الأقراصُ بَعيداً عن الرُّطوبة، ولا يَجري تَخزينُها في الحمَّام أو المطبخ.

## إرشادات عامة
• إذا كان المريضُ يُعانِي من تَحسُّس يمثِّل خطراً على حياة المَريض، فيجب أن يرتدي سواراً أو يحمل بطاقةً تدلُّ على هذا التَّحسُّس طَوالَ الوقت.
• لا يَجوزُ للمَريض مُشارَكةُ الدَّواء مع الآخرين، ولا يجوز تناولُ دواء شخصٍ آخر.
• يجب إِبعادُ الدَّواء عن مُتَناول الأَطفال.
• يجب أن يحتفظَ المريضُ بقائمة أدويته (وصفة طبِّية للدَّواء، المُنتَجات الطبيعيَّة، المكمِّلات الغذائيَّة، الفيتامينات والأَدويَة التي تُصرَف من دون وصفة طبِّية)، وإعطاء هذه القائمة لمقدِّم الرِّعاية الصحِّية (الطَّبيب، الممرِّضة, الممرِّضة الممارسة، الصَّيدلانِي, مُساعِد الطَّبيب).
• يجب التَّحدُّثُ مع مُقدِّم الرِّعاية الصحِّية قبلَ البدء في تَناوُل أيِّ دَواء جَديد، بما في ذلك الأَدويَةُ التي تُصرَف من دون وصفةٍ طبِّية والمُنتَجات الطبيعيَّة أو الفيتامينات.

## المصدر
- موسوعة الملك عبد الله بن عبد العزيز العربية للمحتوى الصحي
- موسوعة العلوم العربية